# Ribadulla (Vedra)
Ribadulla (llamada oficialmente San Mamede de Ribadulla) es una parroquia española del municipio de Vedra, en la provincia de La Coruña, Galicia.

## Entidades de población
Entidades de población que forman parte de la parroquia:
- Angustín
- Argunte
- Canicoba (Canicova)
- Chaos
- Corbeije (Corbeixe)
- Feal
- Fraíz
- Molinos (Os Muíños)
- Neira de Abajo (Neira de Abaixo)
- Neira de Arriba
- Ponte (A Ponte de Sarandón)
- Rozadela
- San Gregorio
- San Mamed (San Mamede)
- Socastro

## Despoblado
- Guimaráns

## Demografía
| Gráfica de evolución demográfica de Ribadulla entre 2000 y 2019 |
|                                                                 |
| Datos según el nomenclátor publicado por el INE.                |